# Szlovák férfi kézilabda-válogatott
A szlovák férfi kézilabda-válogatott Szlovákia nemzeti csapata, melyet a Szlovák Kézilabda-szövetség (szlovákul: Slovenský hádzanej zväz) irányít.

## Eredmények nemzetközi tornákon
A válogatott legjobb eredményei: 10. hely a 2009-es világbajnokságon és két 16. hely az Európa-bajnokságon.